# أندرو بومونت
أندرو بومونت (بالإنجليزية: Andrew Beaumont)‏ هو سياسي أمريكي، ولد في 24 يناير 1790 في لبانون في الولايات المتحدة، وتوفي في 30 سبتمبر 1853. حزبياً، نشط في ديمقراطية جاكسونية والحزب الديمقراطي. وقد انتخب عضو مجلس نواب بنسيلفانيا وانتخب عضو مجلس النواب الأمريكي.